# سم الیوت
ساموئل پک الیوت (انگلیسی: Samuel Pack Elliott؛ زاده ۹ اوت ۱۹۴۴) یک هنرپیشه و صداپیشه اهل ایالات متحده آمریکا است.

## گزیده فیلمشناسی
از فیلم‌ها یا برنامه‌های تلویزیونی که وی در آن نقش داشته‌است می‌توان به آثار زیر اشاره کرد.
- مسیر غرب (فیلم) (۱۹۶۷)
- بوچ کسیدی و ساندنس کید (۱۹۶۹)
- بازی (فیلم ۱۹۷۰) (۱۹۷۰)
- قورباغه‌ها (فیلم) (۱۹۷۲)
- نجات غریق (فیلم ۱۹۷۶) (۱۹۷۶)
- ماسک (فیلم ۱۹۸۵) (۱۹۸۵)
- زیبایی مرگبار (فیلم) (۱۹۸۷)
- بار کنار جاده (فیلم ۱۹۸۹) (۱۹۸۹)
- رقابت خواهر و برادر (۱۹۹۰)
- راش (فیلم ۱۹۹۱) (۱۹۹۱)
- توم‌استون (فیلم) (۱۹۹۳)
- برش نهایی (فیلم ۱۹۹۵) (۱۹۹۵)
- لبوفسکی بزرگ (۱۹۹۸)
- سرزمین ناهموار (۱۹۹۸)
- رقیب (فیلم ۲۰۰۰) (۲۰۰۰)
- ما سرباز بودیم (۲۰۰۲)
- هالک (فیلم) (۲۰۰۳)
- خارج از نقشه (۲۰۰۳)
- ممنون که سیگار می‌کشید (۲۰۰۵)
- رئیس مزرعه (فیلم ۲۰۰۶) (۲۰۰۶)
- بهانه (۲۰۰۶)
- الماس خونین (۲۰۰۶)
- روح‌سوار (فیلم ۲۰۰۷) (۲۰۰۷)
- قطب‌نمای طلایی (فیلم) (۲۰۰۷)
- بالا در آسمان (فیلم ۲۰۰۹) (۲۰۰۹)
- مارمادوک (فیلم) (۲۰۱۰)
- انفجار بزرگ (فیلم ۲۰۱۱) (۲۰۱۱)
- شراکتی که نگاه می‌داری (۲۰۱۲)
- روز عضوگیری (فیلم ۲۰۱۴) (۲۰۱۴)
- تو را در رؤیاهایم خواهم دید (۲۰۱۵)
- مادربزرگ (فیلم ۲۰۱۵) (۲۰۱۵)
- دایناسور خوب (۲۰۱۵)
- راک داگ (۲۰۱۷)
- ستاره‌ای متولد شده‌است (فیلم ۲۰۱۸) (۲۰۱۸)
- بانو و ولگرد (فیلم ۲۰۱۹) (۲۰۱۹)
- سرزمین غول‌پیکران (۱۹۶۹)
- لنسر (مجموعه تلویزیونی) (۱۹۶۹–۱۹۷۰)
- مأموریت: غیرممکن (۱۹۷۰–۱۹۷۱)
- دود اسلحه (۱۹۷۲)
- هاوایی فایو-او (۱۹۷۴)
- خیابان‌های سان‌فرانسیسکو (۱۹۷۴)
- مرغ ربات (۲۰۱۲, ۲۰۲۰)
- پارک‌ها و تفریحات (۲۰۱۳–۲۰۱۵)
- موجه (مجموعه تلویزیونی) (۲۰۱۵)
- بابای آمریکایی! (۲۰۱۶)
- گریس و فرانکی (۲۰۱۶)
- فمیلی گای (2019–present)
- ۱۸۸۳ (سریال تلویزیونی) (۲۰۲۱–۲۰۲۲)